# Arrenurus reflexus
Arrenurus reflexus är en kvalsterart som beskrevs av Marshall 1908. Arrenurus reflexus ingår i släktet Arrenurus och familjen Arrenuridae. Inga underarter finns listade i Catalogue of Life.